# 서울정릉초등학교
서울정릉초등학교(서울貞綾初等學校)는 대한민국 서울특별시 성북구에 있는 공립 초등학교이다.

## 학교 연혁
- 1985년 10월 25일: 서울정릉초등학교가 처음 새워진 날짜이다.

북한산 둘레길 아래에 있는 학교이며 다른 학교와 다르게 붉은 모래가 깔려있다.

## 참고 자료
- 서울정릉초등학교 - 한국교육학술정보원 학교알리미